# モウコカワヒラ
モウコカワヒラ（蒙古川平、中:蒙古鲌、英:Mongolian redfin 、学名:Chanodichthys mongolicus ）は、コイ目コイ科クセノキプリス亜科に属する淡水魚。
「モウコ」の名があるが、モンゴル以外にも広範囲に分布している。

## 分布
モンゴル、ロシア極東、中国の黒竜江から珠江までの一帯、および海南島に分布する。

## 形態
体長は通常30 ‐ 50センチメートル程度で、最大で約1メートルの記録がある。体形は強く側偏する。背面は緑灰色で、頭部後縁から背鰭にかけて緩やかに盛り上がる。体側から腹面にかけては銀白色。腹部下縁の隆起線は腹鰭基部から肛門までの間にのみあり、腹鰭より前方には及ばない。胸鰭、腹鰭、尻鰭、尾鰭下葉は赤色に染まる。下顎はやや突出し、口は斜め上方に向く。

## 生態
流れの緩い水域を好む。水中を活発に遊泳し、おもに小魚を捕食する。繁殖期は5月~7月で、流れのある水底に粘着性卵をばら撒く。幼魚は動物プランクトンや水生昆虫を食べて育つ。

## 人間との関係
食用として重要である。小骨が多いが味は淡白で、肉質は柔らかく、魚臭さがない。